# Futbol a Gàmbia
El futbol és l'esport més popular a Gàmbia, i creixent en popularitat.

## Selecció

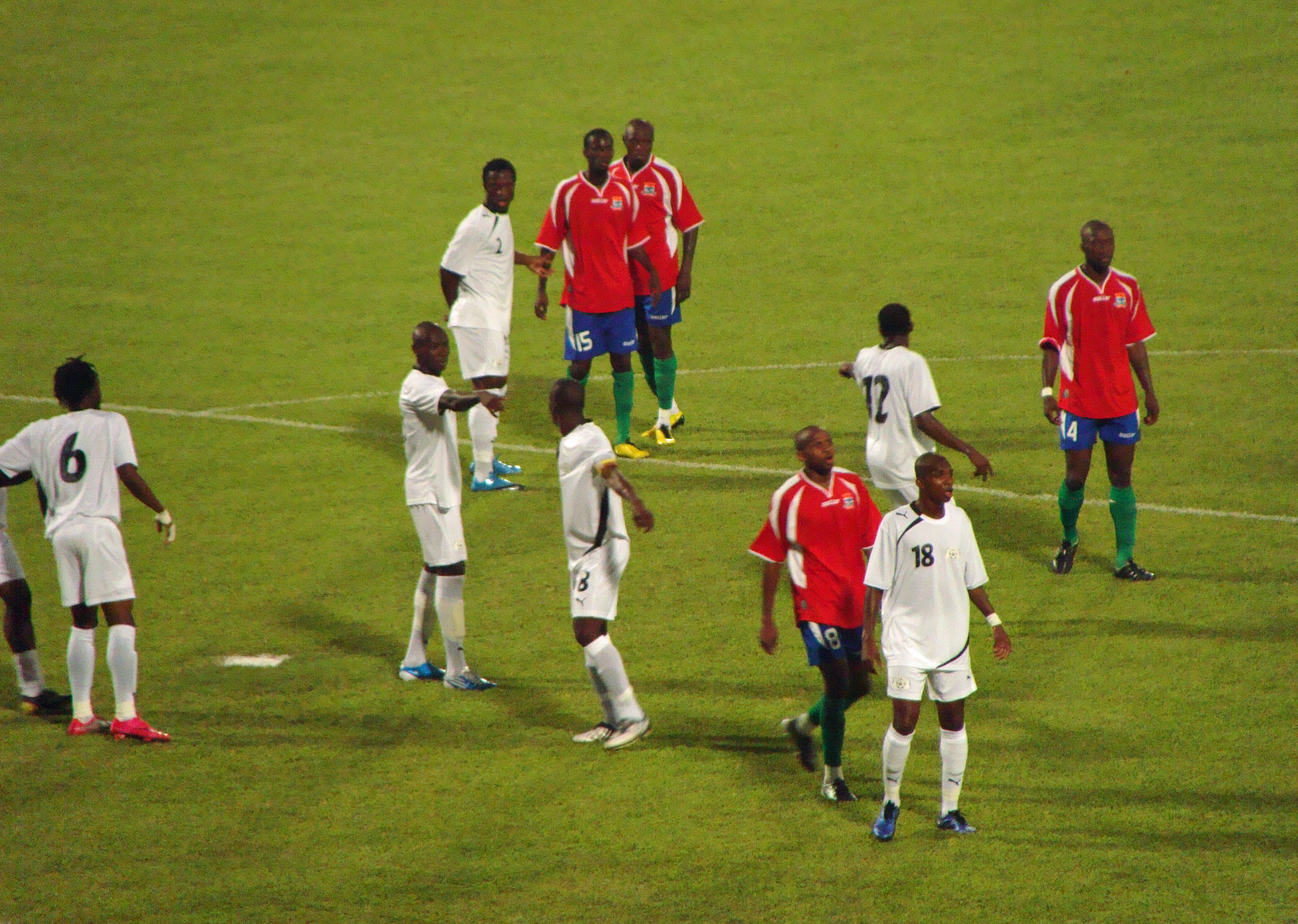
Imatge d'un partit entre Burkina Faso i Gàmbia.

La selecció de futbol de Gàmbia és coneguda com els escorpins (The Scorpions) i representa el país en les competicions internacionals. És regida per la Gambia Football Association. Mai s'ha classificat per una Copa del Món de Futbol o per la fase final de la Copa d'Àfrica de Nacions.

## Competicions
Les principals competicions del país són:
Lliga Masculina
- GFA League First Division: primera divisió de Gàmbia. Està formada per 12 clubs.
- GFA League Second Division: segona divisió de Gàmbia. Està formada per 10 clubs.
- 3rd Division Triangular Tournament: torneig de promoció a segona divisió.
- GFA League Third Division: tercera divisió de Gàmbia.

Lliga Femenina
- National Football League Division One: primera divisió femenina de Gàmbia.[6]
- National Football League Division Two: segona divisió femenina de Gàmbia.

Copes
- Copa gambiana de futbol
- Supercopa gambiana de futbol

## Principals Clubs

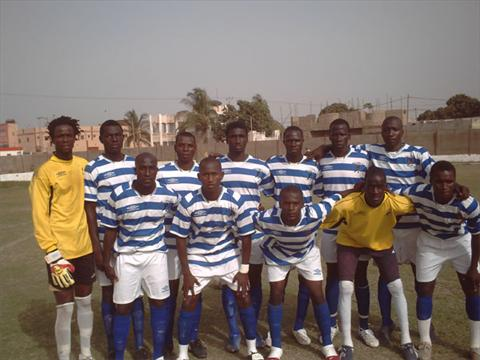
Walildan FC.

Fins al 2018, els clubs amb més títols nacionals són:
| Club                   | Ciutat   | Títols | Darrer títol |
| ---------------------- | -------- | ------ | ------------ |
| Wallidan               | Banjul   | 16     | 2008         |
| Real de Banjul         | Banjul   | 12     | 2014         |
| Gambia Ports Authority | Banjul   | 6      | 2016         |
| Augustinians           | Bathurst | 3      | 1986-87      |
| Armed Forces           | Banjul   | 3      | 2016-17      |
| Adonis                 | Bathurst | 2      | 1972-73      |
| GAMTEL                 | Banjul   | 2      | 2017-18      |
| Hawks                  | Banjul   | 2      | 1995-96      |
| White Phantoms         |          | 1      | 1968-69      |
| Starlight Banjul       | Banjul   | 1      | 1979-80      |
| Brikama United         | Brikama  | 1      | 2011         |
| Steve Biko             | Bakau    | 1      | 2013         |

## Principals estadis

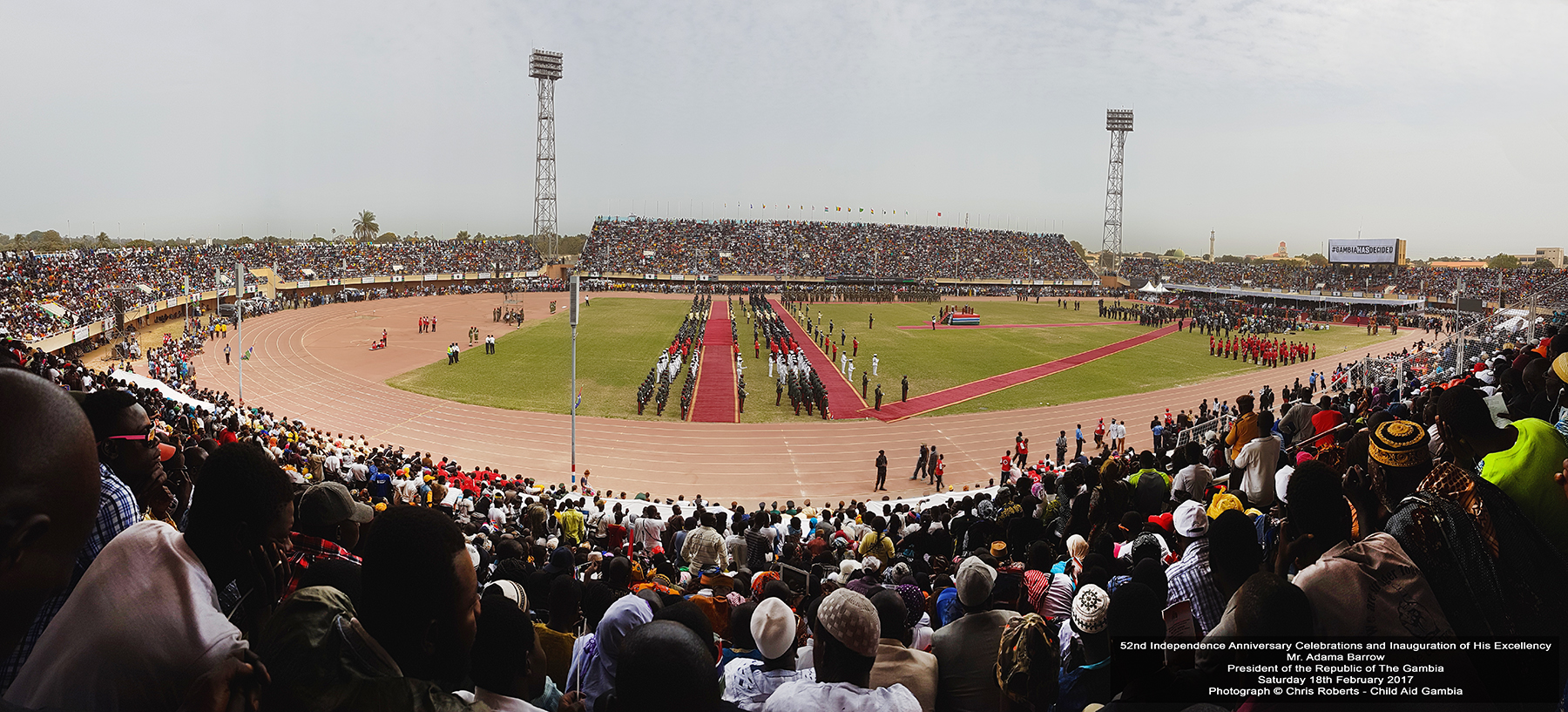
Celebració del 52è aniversari de la independència de Gàmbia a l'Estadi Independència.

| # | Estadi                        | Capacitat | Ciutat |
| - | ----------------------------- | --------- | ------ |
| 1 | Estadi Independència (Gàmbia) | 30.000    | Bakau  |
| 2 | Estadi Box Bar                | 10.000    | Banjul |